# Razjezd № 8
Razjezd № 8 (kaz. Рзд № 8, ros. Разъезд № 8, Раз. № 8) – mijanka i przystanek kolejowy w pobliżu miejscowości Tałapkier, w rejonie Ałaköl, w obwodzie żetysuskim, w Kazachstanie. Położona jest na linii Aktogaj - Urumczi, na trasie Nowego Jedwabnego Szlaku.